# 吉岡章
吉岡 章（よしおか あきら、1944年4月 - ）は、日本の医学者。奈良県立医科大学名誉教授、元学長。医学博士（奈良県立医科大学、1978年）。専門は小児科学、血液学。

## 略歴

### 学歴
- 1970年3月：奈良県立医科大学医学部卒業

### 職歴
- 1971年10月：奈良県立医科大学小児科助手
- 1973年5月：国立大阪病院小児科医員
- 1976年1月：奈良県立医科大学小児科助手
- 1978年7月：奈良県立医科大学小児科講師
- 1979年9月：ボン大学実験血液学および輸血学研究所留学（11月まで）
- 1980年10月：奈良県立医科大学小児科助教授
- 1981年8月：ウェールズ大学留学（血液学教室　1982年11月まで）
- 1993年4月：奈良県立医科大学小児科教授
- 2002年4月：奈良県立医科大学附属病院院長（2004年3月まで）
- 2004年4月：奈良県立医科大学大学院医学研究科教授兼務（地域医療・健康医学専攻　発生・発達・加齢病態医学領域　発達・成育医学講座）
- 2007年4月：公立大学法人奈良県立医科大学理事（渉外企画担当）
- 2008年4月：公立大学法人奈良県立医科大学学長（2014年3月まで）

#### 学外における役職
- 1983年4月　奈良県赤十字血液センター技術部長（兼任　1993年3月まで）
- 2000年4月　中央薬事審議会臨時委員（2001年3月まで）
- 2001年4月　中央薬事審議会委員
- 2001年4月　財団法人血液製剤調査機構血友病インヒビター製剤調査研究班班長

## 受賞歴
- 1989年9月　日本小児血液学会賞
- 2005年7月　昭和天皇記念血液事業基金学術賞
- 2020年4月　瑞宝中綬章[1]